# بندنو (توجردي)
بندنو (بالفارسية: بندنو) هي قرية تقع في إيران في قسم توجردي الريفي. يقدر عدد سكانها بـ 252 نسمة .